# Stadion łyżwiarski w Mińsku
Stadion łyżwiarski (ros. Конькобежный стадион, biał. Канькабежны стадыён) – kryty tor łyżwiarski w Mińsku, stolicy Białorusi. Został otwarty 30 stycznia 2010 roku. Może pomieścić 3000 widzów. Obiekt połączony jest bezpośrednio z krytym torem kolarskim, a poprzez podziemne przejście także z halą widowiskowo-sportową Mińsk-Arena.
Tor został otwarty 30 stycznia 2010 roku, w tym samym dniu, w którym dokonano oficjalnego otwarcia Mińsk-Areny. Obiekt jest częścią kompleksu Mińsk-Areny, połączony jest on bezpośrednio z krytym torem kolarskim (został on oddany do użytku nieco wcześniej, pod koniec 2008 roku), a także, poprzez podziemne przejście, z samą Mińsk-Areną. Obiekt powstał jako pierwszy kryty tor łyżwiarski na Białorusi. Długość toru wynosi 400 m, a trybuny areny mogą pomieścić 3000 widzów. Wewnątrz toru znajdują się dodatkowe lodowiska, dzięki czemu hala przystosowana jest również do uprawiania curlingu, łyżwiarstwa figurowego czy hokeja na lodzie. W budynku znajdują się także, unikalne w skali kraju, pomieszczenia wyposażone w urządzenia do wytwarzania niskiego ciśnienia atmosferycznego oraz deficytu tlenowego, dzięki czemu można w nich trenować w warunkach zbliżonych do klimatu wysokogórskiego. Na torze rozegrano m.in. mistrzostwa Europy w łyżwiarstwie szybkim w wieloboju w 2016 roku, a także finał Pucharu Świata w łyżwiarstwie szybkim sezonu 2017/2018.